# Hauptstrasse 109
Die Hauptstrasse 109 (französisch Route principale 109) ist eine Hauptstrasse im Schweizer Kanton Genf und eine Hauptachse der Agglomeration Genf. Sie verbindet das Stadtzentrum Genfs mit der Ausfallstrasse Route du Mandement (Hauptstrasse 110) in Satigny.
Ausserhalb des Stadtgebiets von Genf ist die Strecke als Genfer Kantonsstrasse Nr. 5 eingeordnet.

## Name
Die Strasse trägt in Genf zum Teil den Namen Rue de Lyon, weil sie teilweise dem Verlauf der alten Landstrasse von Genf in das untere Rhonetal und nach Lyon folgt. In Meyrin heisst sie auf einem grossen Abschnitt Route du Nant-d'Avril. Diese Bezeichnung ist vom Bach Nant d’Avril abgeleitet, den die Strasse im letzten Abschnitt überquert und der in die Rhone mündet. Nant ist ein  frankoprovenzalisches Wort und bedeutet «Tälchen», «Bachgraben» und auch selbst «Bach». Der Namensteil Avril kommt vom alten Wort ava für Wasser. Somit bedeutet Nant d’Avril auf Deutsch wörtlich «Wassergraben» (vgl. etwa auch Nant de Drance).

## Verlauf
Die Strasse beginnt im Stadtzentrum rechts von der Rhone im Quartier St-Gervais – Chantepoulet. Als Rue Voltaire unterquert sie das mehrspurige Gleisfeld südwestlich des Bahnhofs Genf-Cornavin, wo die Strecke zum Flughafen Genf, die Bahnstrecke Lyon–Genf und die Bahnstrecke Genf–Annemasse noch nebeneinander liegen. Dann führt die Hauptstrasse in nordwestlicher Richtung durch die Gemeinden Vernier und Meyrin und überquert beim Anschluss Vernier die Autobahn A1 auf der Pont de la Savonnerie. Westlich von Meyrin trifft sie auf die Strasse Route du Mandement (Hauptstrasse 110, Kantonsstrasse 31).